# Panini (singolo)
Panini è un singolo del rapper statunitense Lil Nas X, pubblicato il 20 giugno 2019 come secondo estratto dall'EP 7.

## Descrizione
Il brano è stato scritto dallo stesso interprete con Denzel Baptiste, David Biral e Oladipo Omishore, in arte Dot da Genius, e prodotto dal team Take a Daytrip, composto da Baptiste e Biral, con Dot da Genius come co-produttore. Contiene un'interpolazione di In Bloom, canzone del 1991 dei Nirvana, scritta dal frontman Kurt Cobain. Ne è poi stato fatto un remix in collaborazione con il rapper statunitense DaBaby.

## Tracce
Streaming
1. Panini – 1:54

Download digitale (remix con DaBaby)
1. Panini (con DaBaby) (DaBaby Remix) – 2:31
2. Panini – 1:54

## Classifiche

### Classifiche settimanali
| Classifica (2019) | Posizione massima |
| ----------------- | ----------------- |
| Australia         | 15                |
| Austria           | 55                |
| Belgio (Fiandre)  | 38                |
| Belgio (Vallonia) | 51                |
| Canada            | 8                 |
| Danimarca         | 28                |
| Estonia           | 11                |
| Francia           | 93                |
| Germania          | 85                |
| Grecia            | 6                 |
| Irlanda           | 17                |
| Islanda           | 28                |
| Lettonia          | 7                 |
| Lituania          | 8                 |
| Norvegia          | 26                |
| Nuova Zelanda     | 14                |
| Paesi Bassi       | 48                |
| Portogallo        | 23                |
| Regno Unito       | 21                |
| Repubblica Ceca   | 26                |
| Romania           | 74                |
| Singapore         | 21                |
| Slovacchia        | 12                |
| Stati Uniti       | 5                 |
| Svezia            | 42                |
| Svizzera          | 43                |
| Ungheria          | 11                |

### Classifiche di fine anno
| Classifica (2019) | Posizione |
| ----------------- | --------- |
| Australia         | 77        |
| Canada            | 40        |
| Lettonia          | 36        |
| Portogallo        | 97        |
| Stati Uniti       | 40        |
| Ungheria          | 51        |
| Classifica (2020) | Posizione |
| Stati Uniti       | 71        |